# Gottlieb Auer
Gottlieb Auer OSB (* 25. Oktober 1887 in Lauterhofen als Johann Baptist Auer; † 6. April 1952 im Gefangenenlager Oksadok, Provinz Chagang-do, Nordkorea) war ein deutscher römisch-katholischer Ordensmann, Missionar und Märtyrer.

## Leben
Johann Baptist Auer stammte aus der Oberpfalz. Er war das fünfte von 6 Kindern des Webermeisters Michael Auer und seiner Ehefrau Katharina. In zweiter Ehe war seiner Mutter mit dem Gütler Michael Schmer verheiratet und hatte mit ihm zwei weitere Kinder.
Auer wurde Zimmermannsgeselle. Im Dezember 1906 trat er in das Kloster St. Ottilien der Benediktinerkongregation von St. Ottilien ein, wurde am 4. Oktober 1907 unter dem Ordensnamen Gottlieb Novize und legte am 10. Oktober 1909 die Einfache Profess ab. Am 1. November 1913 folgte die ewige Profess. Am 3. Mai 1914 ging er nach Seoul, Korea in die Mission. Er reiste mit der Eisenbahn über Sibirien und Seoul. Er kam am 15. Mai 1914 an. Er wurde als Soldat der deutschen Schutztruppe nach Tsingtau eingezogen und kam bis 1920 in japanische Kriegsgefangenschaft. Dann wirkte er in der koreanischen Mission als Bauzeichner und Missionsfotograf. Nach der Besetzung des Klosters Tokwon durch die koreanische kommunistische Geheimpolizei am 10. Mai 1949 kam er zusammen mit Bischof Bonifatius Sauer in das Gefängnis von Pjöngjang und von dort in das Gefangenenlager Oksadok, wo er am Palmsonntag 1952 an Lungenentzündung starb.

## Gedenken
Die Römisch-katholische Kirche in Deutschland hat Bruder Gottlieb Auer als Märtyrer in das deutsche Martyrologium des 20. Jahrhunderts aufgenommen.